# Enzo Barboni

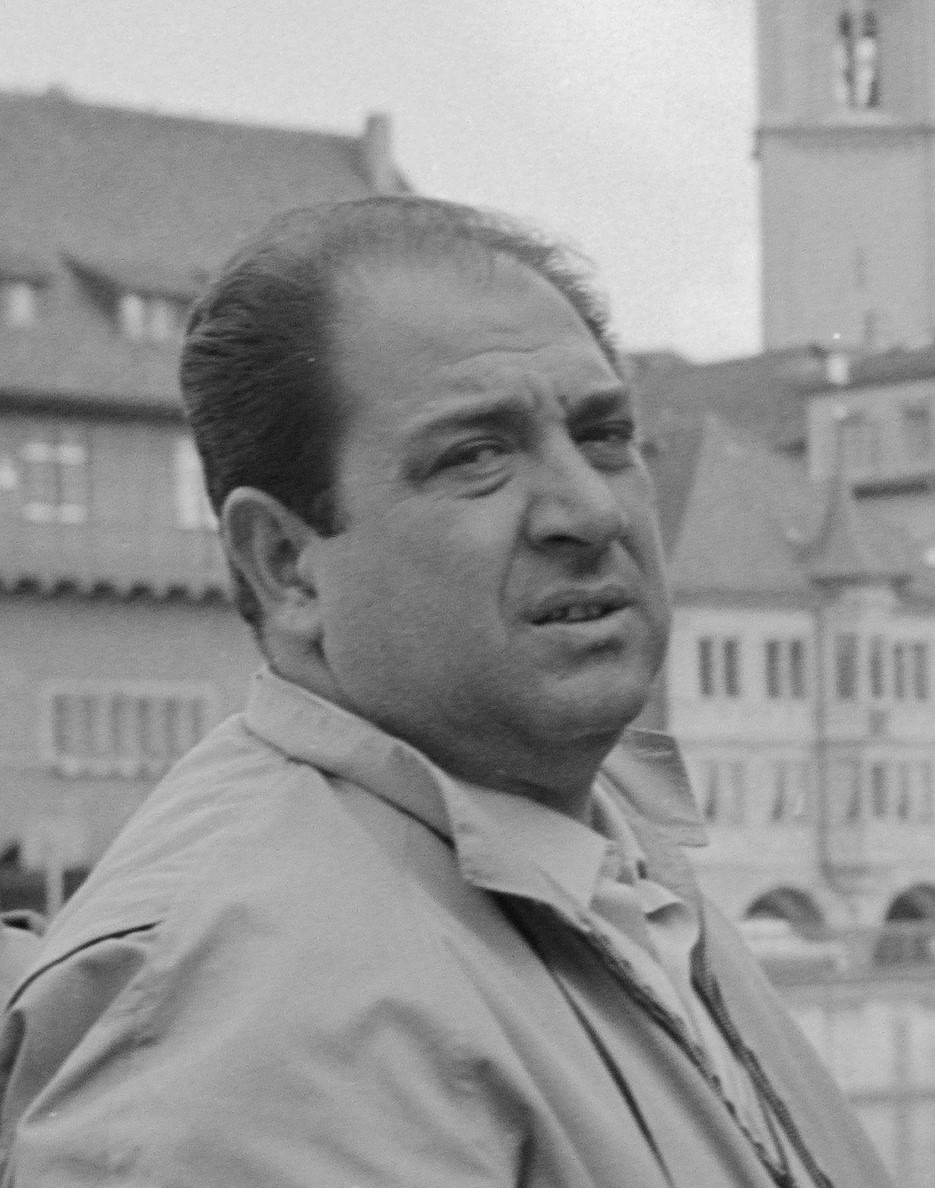
Enzo Barboni im Jahr 1961

Enzo Barboni (* 10. Juli 1922 in Rom; † 23. März 2002 ebenda) war ein italienischer Kameramann und Filmregisseur, der häufig unter dem Pseudonym E. B. Clucher arbeitete. Bekannt wurde er vor allem durch seine Komödien und Westernparodien mit Terence Hill und Bud Spencer.

## Biografie
Nachdem Barboni im Zweiten Weltkrieg ab 1942 als Berichterstatter für das Istituto Luce an der Ostfront gedient hatte, wandte er sich der Kameraarbeit zu und assistierte seinem Bruder Leonida. Als Kameraassistent war er oftmals für Václav Vích und Regisseur Sergio Corbucci bereits zu dessen Sandalenfilm-Zeiten tätig. 1961 wurde er Chefkameramann und fotografierte in dieser Eigenschaft unter anderem 1966 den Italowestern Django von Corbucci.
Ab 1970 startete Barboni unter dem Pseudonym E. B. Clucher seine Karriere als Regisseur. Nach „ernstem“ Start galt er in der Folgezeit als Erfinder des humorvollen Prügel-Western. 1967 drehte er mit der Sängerin Rita Pavone und dem vom Karl-May-Film zum Italowestern übergewechselten Terence Hill als Kameramann den Musik-Western Blaue Bohnen für ein Halleluja (Rita nel West). Danach schrieb Clucher die Drehbücher und führte auch Regie beim Großteil der erfolgreichen Filmen mit Bud Spencer und Terence Hill. Auch abseits der Italowestern konzentrierte er sich auf Komödien.
Sein später Versuch, den Erfolg der Spencer/Hill-Filme ohne die Hauptdarsteller zu wiederholen, scheiterte 1994.

## Filmografie (Auswahl)
Kameramann
- 1961: Romulus und Remus (Romolo e Remo)
- 1964: Keinen Cent für Ringos Kopf (Massacro al Grande Canyon)
- 1965: Die Rückkehr des Gefürchteten (Erik il Vichingo)
- 1966: Django, der Rächer (Texas addio)
- 1966: Ohne Dollar keinen Sarg (El precio de un hombre)
- 1966: Django
- 1967: Blaue Bohnen für ein Halleluja (Little Rita nel West)
- 1966: Die Grausamen (I crudeli)
- 1968: Django spricht das Nachtgebet (Il suo nome gridava vendetta)
- 1968: Django und die Bande der Gehenkten (Preparati la bara!)
- 1968: Ich bin ein entflohener Kettensträfling (Vivo per la tua morte)
- 1968: Der letzte Zug nach Durango (Un treno per Durango)
- 1969: Die fünf Gefürchteten (Un esercito di cinque uomini)

Drehbuchautor
- 1970: Ein Halleluja für Camposanto (Gli fumavano le Colt… lo chiamavano Camposanto)
- 1974: Auch die Engel mögen’s heiß (I due superpiedi quasi piatti)

### Regisseur
- 1970: Django – Die Nacht der langen Messer (Ciakmull)
- 1970: Die rechte und die linke Hand des Teufels (Lo chiamavano Trinità)
- 1971: Vier Fäuste für ein Halleluja (Continuavano a chiamarlo Trinitá)
- 1972: Verflucht, verdammt und Halleluja (E poi lo chiamarono il magnifico)
- 1973: Auch die Engel essen Bohnen (Anche gli angeli mangiano fagioli)
- 1974: Auch die Engel mögen’s heiß (Anche gli angeli tirano di destro)
- 1976: Zwei außer Rand und Band (I due superpiedi quasi piatti)
- 1982: Nahkampftruppe (Ciao nemico)
- 1983: Zwei bärenstarke Typen (Nati con la camicia)
- 1984: Vier Fäuste gegen Rio (Non c'è due senza quattro)
- 1987: Renegade – Terence Hill und der faulste Gaul der Welt (Renegade)
- 1991: Wenn man vom Teufel spricht (Un piede in paradiso)
- 1995: Trinity und Babyface (Trinità & Bambino… e adesso tocca di noi)